# Acacia distans
Acacia distans är en ärtväxtart som beskrevs av Bruce R. Maslin. Acacia distans ingår i släktet akacior, och familjen ärtväxter. Inga underarter finns listade i Catalogue of Life.